# Daniel Lauclair
Daniel Lauclair est un journaliste sportif français. 

## Biographie
Daniel Lauclair entre en 1970 au service des sports de Antenne 2 où il collabore alors avec Léon Zitrone. Il est également journaliste et pronostiqueur hippique sous le pseudonyme de « Monsieur Courtines », avant de reprendre son véritable patronyme. 
Il est à partir de 2003 l'homme de terrain de France Télévisions lors des compétitions sportives : matchs de Coupe de la Ligue et de Coupe de France, concours de pétanque (avec Marie-Laure Augry), Internationaux de France de Roland-Garros (où il commente le tournoi des légendes), etc. Il réalise régulièrement des interviews de sportifs, au cours desquelles il fit régulièrement des blagues pointées par les autres médias,.
En octobre 2005, ses droits à la retraite lui sont notifiés, mais il dit vouloir poursuivre sa carrière. Fin 2016, à 70 ans, il prend finalement sa retraite. Une vidéo d'hommage est publiée par France Télévisions.